# Batallón Bautista Garcet
El Batallón Bautista Garcet (más conocido como Bautista Garcés al cometerse un error habitual en el apellido) fue una unidad militar republicana durante la guerra civil española que tomó su nombre en memoria del diputado comunista por Córdoba, Bautista Garcet, fusilado por los rebeldes en dicha capital en los primeros días del levantamiento militar del 18 de julio. La unidad se formó en los primeros días de agosto en Villanueva de Córdoba.

## Historial

### Orígenes
El núcleo principal del Batallón «Garcet» lo formaron números comunistas de Villanueva sumándose compañeros comunistas de otros lugares. El mando estuvo en manos de Enrique Vázquez Expósito que había servido como sargento en África obteniendo varias condecoraciones. Había sido este, militante de Izquierda Republicana (IR), pasando a formar parte del Partido Comunista más tarde. Tuvo como comisario político al poeta Pedro Garfias.

### Operaciones de combate
La primera acción de guerra del Batallón «Garcet» fue la toma de Pozoblanco el 15 de agosto de 1936, continuando las operaciones en otros pueblos del Valle de los Pedroches. 
Más tarde marcharon a Cerro Muriano, en espera de la toma de Córdoba el 20 de agosto de 1936 por las columnas del general republicano Miaja. Fracasado este intento, no por la resistencia de los rebeldes (sino por causas no muy bien aclaradas en torno a la dirección de Miaja), se batieron en retirada a primeros de septiembre en la zona de los Villares con las fuerzas de Tercio y los Regulares mandadas por el general rebelde Varela, de forma que la ofensiva sobre Córdoba tuvo que parase. Actuaron en la zona de El Vacar en la operación de la toma de Peñarroya-Pueblonuevo por los sublevados. Tras la batalla se replegaron organizadamente a Villanueva.
El 18 de octubre el Batallón Garcet se convirtió en Regimiento, ampliado con los restos del Batallón del Terrible e incorporando milicianos de Espejo procedentes del batallón «Ramón Casanellas». Fue nombrado al mando del mismo el comandante  Antonio Ortiz, ocupando posiciones en la línea del frente de Villafranca de Córdoba, El Carpio y Bujalance. Después, en las navidades de 1936, roto el frente con el consiguiente desastre por la toma de Montoro por los rebeldes, el batallón se replegó a Villanueva. Hay que consignar que en esta batalla Enrique Vázquez fue hecho prisionero en El Carpio, siendo fusilado el 22 de diciembre de 1936. De nuevo entró en acción, esta vez de manera victoriosa, en la Batalla de Pozoblanco, en marzo de 1937. En esa misma primavera quedará incorporado a la 73.ª Brigada Mixta, que pasa a ser comandada por el mismo Antonio Ortiz.
En 1938 la fuerza del primitivo Batallón «Garcet» al mando del comandante Ortiz participó en la batalla del Ebro englobado en la 226.ª Brigada Mixta. Ortiz llegó a ser jefe de la 42.ª División, y en ella estuvieron los brigadistas cordobeses.